# 横手市議会
横手市議会（よこてしぎかい）は、秋田県横手市に設置されている地方議会である。

## 概要

### 任期
4年

### 定数
26人

### 所在地
秋田県横手市中央町8番2号
横手市役所本庁舎 6階

### 委員会
- 議会運営委員会

#### 常任委員会
- 予算決算委員会
- 総務文教常任委員会
- 厚生常任委員会
- 産業建設常任委員会

#### 特別委員会
- 広報広聴委員会
- 大森浄化センター整備事業に関する調査特別委員会

### 定例会
- 3月
- 6月
- 9月
- 12月

### 事務局
- 議会事務局
  - 総務係
  - 議事調査係

## 会派
- 2023年秋田県議会議員選挙立候補のため山形健二が辞任し、欠員1名[2]

| 会派名     | 議員数 | 所属党派            | 議員名（◎は代表者）                                    | 女性議員数 | 女性議員の比率(%) |
| ---------- | ------ | ------------------- | ------------------------------------------------------ | ---------- | ----------------- |
| 市民の会   | 6      | 自由民主党2 無所属4 | ◎菅原正志 大日向香輝 齋藤光司 菅原惠悦 福田誠 宮川拓也 | 0          | 0                 |
| さきがけ   | 5      | 自由民主党2 無所属3 | ◎塩田勉 青山豊 佐藤誠洋 寿松木孝 播磨博一              | 0          | 0                 |
| 新政会     | 5      | 自由民主党3 無所属2 | ◎小野正伸 佐藤忠久 柴田忍 髙橋和樹 髙橋聖悟            | 0          | 0                 |
| 創成の会   | 3      | 自由民主党1 無所属2 | ◎加藤勝義 林一輝 本間利博                              | 0          | 0                 |
| 日本共産党 | 2      | 日本共産党          | ◎鈴木勝雄 立身万千子                                   | 1          | 50                |
| 公明党     | 2      | 公明党              | ◎土田百合子 井上忠征                                   | 1          | 50                |
| 実横会     | 1      | 自由民主党          | ◎加藤雄太                                              | 0          | 0                 |
| 新風の会   | 1      | 無所属              | ◎木村清貴                                              | 0          | 0                 |
| 計         | 25     |                     |                                                        | 2          |                   |

## 議員報酬と諸手当
| 役職   | 報酬            | 政務活動費 |
| ------ | --------------- | ---------- |
| 議長   | 月額 52万4000円 | 月額 1万円 |
| 副議長 | 月額 47万2000円 | 月額 1万円 |
| 議員   | 月額 44万1000円 | 月額 1万円 |

## 歴代議長
| 代 | 期 | 氏名     | 就任                       | 退任                       | 備考       |
| -- | -- | -------- | -------------------------- | -------------------------- | ---------- |
| 1  | 1  | 田中敏雄 | 2005年（平成17年）11月14日 | 2009年（平成21年）10月22日 | 旧横手市議 |
| 1  | 2  | 田中敏雄 | 2005年（平成17年）11月14日 | 2009年（平成21年）10月22日 | 旧横手市議 |
| 2  | 3  | 石山米男 | 2009年（平成21年）11月10日 | 2011年（平成23年）6月11日  |            |
| 3  | 4  | 塩田勉   | 2011年（平成23年）6月30日  | 2011年（平成23年）11月10日 | 元増田町長 |
| 4  | 5  | 佐藤清春 | 2011年（平成23年）11月10日 | 2013年（平成25年）10月22日 |            |
| 5  | 6  | 木村清貴 | 2013年（平成25年）11月12日 | 2015年（平成27年）11月12日 |            |
| 6  | 7  | 佐藤忠久 | 2015年（平成27年）11月12日 | 2017年（平成29年）10月22日 |            |
| 7  | 8  | 齋藤光司 | 2017年（平成29年）10月30日 | 2019年（令和元年）9月20日  |            |
| 8  | 9  | 播磨博一 | 2019年（令和元年）9月20日  | 2021年（令和3年）10月22日  |            |
| 9  | 10 | 寿松木孝 | 2021年（令和3年）11月1日   | 2023年（令和5年）11月7日   |            |
| 10 | 11 | 小野正伸 | 2023年（令和5年）11月7日   | 現職                       |            |

## 定数の推移
「横手市議会議員定数条例」によって定数が決められている。
- 2005年（平成17年）10月23日選挙 - 34人
  - 合併に伴う在任特例を適用しなかったため、定数34人に対し73人が立候補する大混戦となった[3]。
- 2009年（平成21年）10月18日選挙 - 34人→30人
- 2013年（平成25年）10月20日選挙 - 30人→26人

## 議会出身者

### 旧横手町議会
- 田中健吉（衆議院議員）

### 旧横手市議会
- 千田謙蔵（5代目旧横手市長）
- 鈴木清（プロレタリア文学）

### 新横手市議会
- 高橋大（2代目横手市長）